# 増田湯
増田湯（ますだゆ）は、兵庫県洲本市由良1-9-12にある銭湯。

## 概要
紀淡海峡に面した由良漁港の路地奥の坂道に面し、ひっそりとある。脱衣場は小規模で、無料の乾式サウナボックスが設置される。男女の仕切り壁と奥の壁に接し、細かいタイル張りの湯船が設置され、周囲に10cmほどの段が設けられる「兵庫スタイル」。浴室の床は四角いタイル張りで、計7か所に排水口が設けられる。カランは4か所で、シャワーは3つ。湯温は高めに設定され、湯船の底から突き出すパイプが水面付近で気泡を吹き出すヘルスパーが設置される。

## 営業
- 営業時間 15：00～20：00
- 定休日 火曜日